# 오스틴 어멜리오
오스틴 어멜리오(영어: Austin Amelio, 1988년 4월 27일 ~ )는 미국의 배우이다. 드라마 《워킹 데드》의 드와이트 역으로 잘 알려져 있다.

## 출연 작품

### 영화
- 2023년 히트맨 - 재스퍼 역